# Specklinia glandulosa
Specklinia glandulosa är en orkidéart som först beskrevs av Oakes Ames, och fick sitt nu gällande namn av Alec M. Pridgeon och Mark W. Chase. Specklinia glandulosa ingår i släktet Specklinia och familjen orkidéer. Inga underarter finns listade i Catalogue of Life.